# Viaducte de Parets del Vallès
El viaducte de Parets és un viaducte ferroviari propietat d'ADIF (Administrador de Infraestructuras Ferroviarias), el seu nom oficial és "Viaducto sobre riera de Tenes" PK VÍA : 20+962. Actualment s'utilitza per la línia de R3 de rodalies, i la línia 222 de Renfe.

## Descripció
El viaducte travessa el riu Tenes, pel seu pas per Parets del Vallès, té una longitud total de 136 metres, reposa sobre 5 vanos tubulars metàl·lics omplerts amb formigó, separats entre ells per 27+28+28+28+25 metres, la seva alçada és de 9,6 metres respecte el riu, i està format per bigues metàl·liques, tot ell esta reblonat i no hi ha cap cordó de soldadura. Té una via única amb una amplada de tauló de 9 mts.
Aquest viaducte té la singularitat de ser uns dels pocs viaductes ferroviaris que encara queden fabricats per la companyia La Maquinista Terrestre i Marítima, entre 1868 i 1900 van construir 415 ponts metàl·lics.

## Construcció
El viaducte de Parets va ser construït per la Societat Catalana General de Crèdit (SCGC) per la seva línia que anava de San Martí de Provensals a Llerona, aquests van encarregar a La Maquinista Terrestre i Marítima la construcció dels viaductes d'aquesta línia, l'enginyer Magí Cornet i Masriera va ser l'encarregat de fer el disseny i la supervisió de la construcció.
Aquest viaducte va entrar en funcionament l'any 1896.

## Galeria d'imatges
- Vista General.
- Detall dels vanos.